# 特鲁昂 (科多尔省)
特鲁昂（法語：Trouhans，法語發音：[tʁu.ɑ̃]）是法国科多尔省的一个市镇，属于博讷区。

## 地理
特鲁昂（47°8'57"N, 5°16'27"E）面积10.6 平方千米，位于法国勃艮第-弗朗什-孔泰大區科多尔省，该省份为法国中东部省份，北起奥布省，西接涅夫勒省和约讷省，南至索恩-卢瓦尔省，东南接汝拉省，东临上索恩省，东北部与上马恩省接壤。
与特鲁昂接壤的市镇（或旧市镇、城区）包括：埃什农、尚多特尔、莱马伊、蒙托、圣于萨日、特雷克兰、塔尔。

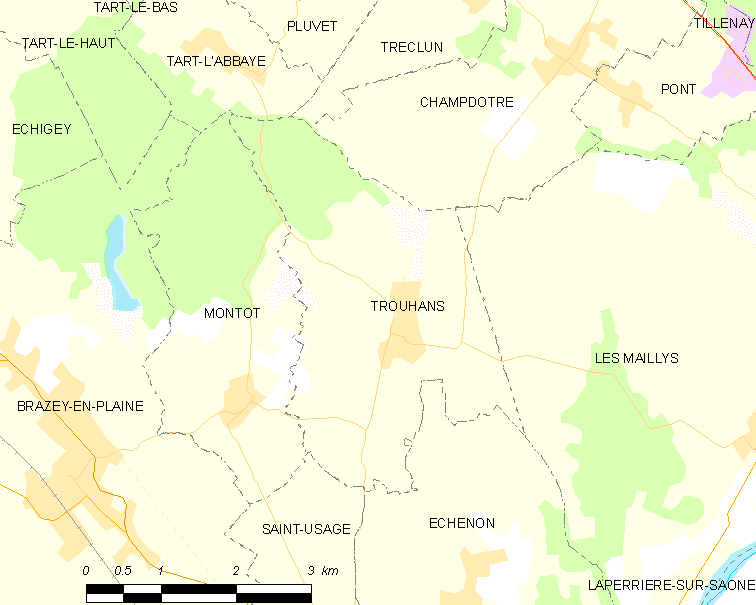
的OSM定位图

特鲁昂的时区为UTC+01:00、UTC+02:00（夏令时）。

## 行政
特鲁昂的邮政编码为21170，INSEE市镇编码为21645。

## 政治
特鲁昂所属的省级选区为布拉泽昂普莱讷县。

## 人口

1962-2008年间人口变化图示

特鲁昂于2022年1月1日时的人口数量为610人。